# Aleksander Ptak
Aleksander Ptak (ur. 4 listopada 1977 roku w Wałczu) – polski piłkarz, grający na pozycji bramkarza.

## Przebieg kariery
Ptak piłkarską karierę rozpoczynał w Orle Biały Wałcz, z którego w rundzie wiosennej sezonu 1995/96 przeszedł do GKS Bełchatów. W jego barwach 5 czerwca 1996 zadebiutował w ekstraklasie w spotkaniu z Hutnikiem Kraków. Od sezonu 1999/00 do 2004/05 był podstawowym zawodnikiem swojego klubu.
W lipcu 2005 Ptak przeszedł do Dyskobolii Grodzisk Wielkopolski. W sezonie 2005/06 wyraźnie ustępował miejsca w bramce Sebastianowi Przyrowskiemu, jednak w kolejnych rozgrywkach na boisku pojawiał się częściej – wystąpił w 14 meczach. W czerwcu 2007 jego kontrakt z Dyskobolią wygasł i przeniósł się do Zagłębia Lubin, gdzie wygrywał rywalizację o miejsce w pierwszej jedenastce z Michalem Václavíkiem. W sezonie 2008/09, w którym lubiński zespół grał w I lidze po tym, jak karnie został zdegradowany za udział w aferze korupcyjnej, Ptak wystąpił w 33 ligowych spotkaniach. Wiosną 2012 usłyszał – jak podaje blog Piłkarska Mafia – zarzut ustawiania meczów GKS Bełchatów.